# Granlidtjärnen, Värmland
Granlidtjärnen är en sjö i Hagfors kommun i Värmland och ingår i Göta älvs huvudavrinningsområde. Sjön har en area på 0,125 kvadratkilometer och ligger 195,8 meter över havet. Sjön avvattnas av vattendraget Gällälven.

## Delavrinningsområde
Granlidtjärnen ingår i det delavrinningsområde (666645-138176) som SMHI kallar för Utloppet av Västra Gällsjön. Medelhöjden är 241 meter över havet och ytan är 14,96 kvadratkilometer. Det finns inga avrinningsområden uppströms utan avrinningsområdet är högsta punkten. Gällälven som avvattnar avrinningsområdet har biflödesordning 3, vilket innebär att vattnet flödar genom totalt 3 vattendrag innan det når havet efter 358 kilometer. Avrinningsområdet består mestadels av skog (81 procent). Avrinningsområdet har 1,07 kvadratkilometer vattenytor vilket ger det en sjöprocent på 7,1 procent.